# Урмашица
Урмашица (или хурмашица) је оријентални колач од тијеста са јајима и бутером, по облику сличан урми, по којој је и добила име. Присутан је на трпезама Србије и Босне и Херцеговине.
Урмашица се најчешће припрема од бијелог оштрог брашна, залијева се укуваним шећером са додатком лимуна. Праве се тако што се тесто притиска на храпаву страну рендета, а онда се завија са обе стране ка средини, тако да на спољашњости остане карактеристична шара. У средину урмашице се често ставља орах.